# Johannes de Jong
Johannes de Jong (Nes (Ameland), 10 settembre 1885 – Amersfoort, 8 settembre 1955) è stato un cardinale e arcivescovo cattolico olandese.

## Biografia
Era figlio di Jan de Jong, agricoltore e fornaio, e di Trijntje Mosterman; aveva cinque fratelli e due sorelle.
Dopo aver frequentato il seminario nei Paesi Bassi, nei pressi di Utrecht, si recò a Roma ove frequentò la Pontificia Università Gregoriana e la Pontificia Accademia di San Tommaso d'Aquino, laureandosi in filosofia e teologia.
Fu ordinato sacerdote in Roma nel 1908, fu vicecurato ad Amersfoort, quindi rettore del Seminario di Rijsenburg dal 1931 al 1935 e canonico del Capitolo della Cattedrale di Utrecht dal 1933 al 1935. In quell'anno fu nominato arcivescovo titolare di Rusio e arcivescovo coadiutore di Utrecht; la consacrazione ebbe luogo il 12 settembre 1935 presso la stessa cattedrale, officiata da mons. Pietro Adriano Guglielmo Hopmans, vescovo di Breda. Il 6 febbraio 1936 assunse la carica di arcivescovo di Utrecht.
Durante l'occupazione tedesca da parte della Germania nella Seconda Guerra Mondiale fu un fervente antinazista.
Papa Pio XII lo creò cardinale nel concistoro del 18 febbraio 1946; il 12 ottobre dello stesso anno ricevette il titolo di San Clemente.
Nel 1951 lasciò la conduzione dell'arcidiocesi di Utrecht ad un coadiutore per motivi di salute e, dopo lunga malattia, morì nel 1955.

## Genealogia episcopale e successione apostolica
La genealogia episcopale è:
- Vescovo Johannes Wolfgang von Bodman
- Vescovo Marquard Rudolf von Rodt
- Vescovo Alessandro Sigismondo di Palatinato-Neuburg
- Vescovo Johann Jakob von Mayr
- Vescovo Giuseppe Ignazio Filippo d'Assia-Darmstadt
- Arcivescovo Clemente Venceslao di Sassonia
- Arcivescovo Maximilian Franciscus von Habsburg-Lothringen Österreich
- Vescovo Kaspar Max Droste zu Vischering
- Vescovo Cornelius Ludovicus van Wijckerslooth van Schalkwijk
- Arcivescovo Joannes Zwijsen
- Vescovo Franciscus Jacobus van Vree
- Arcivescovo Andreas Ignatius Schaepman
- Arcivescovo Pieter Mathijs Snickers
- Vescovo Gaspard Josephus Martinus Bottemanne
- Arcivescovo Hendrik van de Wetering
- Vescovo Pieter Adriaan Willem Hopmans
- Cardinale Johannes de Jong

La successione apostolica è:
- Arcivescovo Willem Pieter Adriaan Maria Mutsaerts (1942)